# Hydroptila pintal
Hydroptila pintal är en nattsländeart som beskrevs av Wells och Huisman 1992. Hydroptila pintal ingår i släktet Hydroptila och familjen smånattsländor. Inga underarter finns listade i Catalogue of Life.